# Szajhan-Ovó járás
Szajhan-Ovó járás (mongol nyelven: Сайхан-Овоо сум) Mongólia Közép-Góbi tartományának egyik járása. Területe 4000 km². Népessége kb. 2900 fő.
Székhelye, Ongi (Онги) 209 km-re fekszik Mandalgobi tartományi székhelytől.